# Just-Émile Vernet
Pour les articles homonymes, voir Vernet.
Just-Émile Vernet, né le 16 juin 1894 à Sancey-le-Grand et mort le 6 octobre 1991 à Baume-les-Dames, est un pilote automobile français, à l'origine, pilote de Grand Prix puis rapidement et essentiellement d'endurance, devenu ensuite patron d'écurie automobile.

## Biographie
Sa carrière personnelle au volant en compétition se déroule entre 1928 (Grand Prix de la Marne, sur cyclecar Salmson déjà à 34 ans) et 1956 (Tour de France automobile, sur Renault Dauphine).
En 1930, il est deuxième de la première édition du Grand Prix du Matin cyclecars à Dieppe, en Caban Ruby derrière José Scaron. 
En 1932, il termine septième du Grand Prix du Comminges sur Salmson et il participe avec cette voiture au Grand Prix d'Allemagne.
Il se présente six fois au Bol d'or automobile entre 1930 et 1949, épreuve où il se classe deuxième en 1933 et 1947, et troisième en 1949 ainsi que six fois dans les six premiers.
Il dispute lui-même les 24 Heures du Mans à quatorze reprises entre 1931 et 1954, notamment avec Yves Giraud-Cabantous pour sa dernière apparition, obtenant trois fois des victoires de catégorie, en 1931 (1,1 L, sur Caban Spéciale, et sixième au classement général avec Fernand Vallon), 1934 (5 L, avec Daniel Porthault sur Lorraine-Dietrich B3-6 malgré un abandon, seule autre concurrente de la classe une Bugatti T50S), et 1937 (1,1 L, sur Simca, douzième au classement général avec Suzanne Largeot.
En 1948, il est encore troisième du Grand Prix des Frontières Sport, sur Riley Sprite.
Associé à l'industriel Jean Pairard, il devient préparateur automobile de 1952 à 1959. Les deux hommes développent alors sur une base de Renault 4CV, leurs prototypes Vernet-Pairard, aux carrosseries issues de la société Antem, détentrice en version Tank de huit records internationaux, obtenus sur l'autodrome de Linas-Montlhéry en 1952. 
À la suite de son exposition sur le stand Renault, lors du salon de l'automobile de Paris, elle est engagée en version Coupé à cinq reprises aux 24 Heures du Mans de 1953 à 1957 (voiture 14e en 1956 avec Dumazer et Campion, sous le nom de VP 166R (de)). Vernet est au volant de sa VP 166R en 1953 et 1954 durant l'épreuve.